# Tillbaka till landet Ingenstans
Tillbaka till landet Ingenstans (engelska: Return to Never Land), även känd som Peter Pan 2 eller Peter Pan II - Tillbaka till landet Ingenstans) är en amerikansk animerad film som hade biopremiär i USA den 15 februari 2002, producerad av Disneytoon Studios i Sydney, Australien och släpptes av Walt Disney Pictures. Filmen är en uppföljare till filmen Peter Pan från 1953, baserad på J.M. Barries mest kända verk Peter Pan.

## Rollista (i urval)
| Figur                   | Engelsk röst     | Svensk röst      |
| ----------------------- | ---------------- | ---------------- |
| Peter Pan               | Blayne Weaver    | Anton Olofsson   |
| Jane                    | Harriet Owen     | Ellen Fjæstad    |
| Kapten Krok             | Corey Burton     | Bo Maniette      |
| Herr Smee               | Jeff Bennett     | Hans Lindgren    |
| Lena Darling            | Kath Soucie      | Myrra Malmberg   |
| Danny                   | Andrew McDonough | Erik Berglund    |
| Edward                  | Roger Rees       | Anders Öjebo     |
| Dudde                   | Spencer Breslin  | Tobias Swärd     |
| Nidde                   | Bradley Pierce   | Niels Pettersson |
| Lillen                  | Quinn Beswick    | Jesper Adefelt   |
| Tvillingarna            | Aaron Spann      | Anton Nyman      |
| Nana II och bläckfisken | Frank Welker     | Frank Welker     |